# Hôpital ophtalmique Jules-Gonin
 (février 2013).
L'Hôpital ophtalmique Jules-Gonin, situé à Lausanne, fait partie de la Fondation Asile des aveugles.
Situé dans le quartier de Maupas/Valency, il est affilié au Centre hospitalier universitaire vaudois (CHUV) et à la Faculté de biologie et de médecine de l'Université de Lausanne (UNIL).

## Histoire

### XIXesiècle
Le premier médecin-chef de l'hôpital est le Dr Frédéric Recordon. Le Dr Marc Dufour devient médecin-adjoint en 1869. Le 15 décembre 1873, il inaugure le nouveau bâtiment de l'Hôpital ophtalmique, qui comprend 40 lits. Il succède au Dr Recordon à la tête de l'hôpital en 1880. Le Dr Dufour est de plus membre de la commission désignée en automne 1887 par le Conseil d'État pour étudier la transformation de l'Académie en université et d'y créer une Faculté de médecine. Marc Dufour soutient ce projet et, une fois la Faculté de médecine de Lausanne créée, il en deviendra le premier doyen en 1890 et en occupera dès le 27 octobre 1892 la chaire d'ophtalmologie.

### XXesiècle
Lors du décès du Dr Dufour en 1910, il est remplacé à la tête de l'hôpital ophtalmique par son neveu, le Dr Auguste Dufour, privat-docent, médecin adjoint à l’Hôpital ophtalmique depuis 1892 et ancien assistant d’Edmond Landolt, ophtalmologue suisse de grande renommée, auteur de nombreux travaux scientifiques.
Le Dr Jules Gonin, deuxième assistant à l’Hôpital ophtalmique, deuxième médecin adjoint dès 1901, privat-docent et connu pour ses travaux sur le décollement de rétine, succède en 1918 au Dr Auguste Dufour en tant que médecin-chef. Il est nommé en 1920 professeur titulaire de la chaire d’ophtalmologie de l'Université de Lausanne, succédant au Prof Eperon qui avait remplacé le Dr Marc Dufour.
En 1935, le Dr Othmar Dufour, né à Lausanne en 1876, succède au Dr Jules Gonin. Il devient alors médecin-chef de l’Hôpital ophtalmique, mais ne remplace pas le Dr Jules Gonin à l’Université de Lausanne. Il ne resta à la tête de l’hôpital que trois ans, contraint par une maladie. Il rejoignit cependant le Conseil de Fondation jusqu’à sa mort, le 10 août 1938.
Le Dr Marc Amsler, né à Vevey en 1891, lui succède en 1935 comme professeur d’ophtalmologie et médecin-chef de l’Hôpital ophtalmique. En acquérant des appareils et des instruments de travail, il donne un essor important à l’hôpital. En novembre 1940, le bâtiment de 1873 est agrandi et restauré. En 1943 le Dr Marc Amsler quitte Lausanne pour Zurich.
Son successeur à la tête de l'hôpital et comme professeur à l'Université, dès 1944, est le Dr Bernardo Streiff, né à Gênes en 1908. Il crée en 1948 le département d’orthoptique, s’occupant notamment des strabiques. Il propose au Conseil de Fondation, en accord avec le canton, de rénover l'hôpital et de bâtir un nouvel édifice à l'ouest du premier. Les nouveaux locaux de la Clinique ophtalmologique sont inaugurés le 20 mai 1954. EN 1949, il crée le Fonds Streiff dans le but d’acquérir des appareils et des instruments nécessaires aux recherches spécialisées.
En 1978 le Dr Claude Gailloud, né en 1930, remplace le Dr Streiff. Une nouvelle rénovation est entreprise : l'ancien hôpital de 1873 est entièrement vidé, et ses niveaux réaménagés pour correspondre à ceux de la clinique ophtalmologique de 1954. La policlinique est agrandie vers le nord en créant une plate-forme qui s’enfonce sur toute la longueur du bâtiment adjacent, le Home Recordon.
C’est en 1996 que le Dr Leonidas Zografos, né en 1947, succède au Prof Claude Gailloud.

### XXIesiècle
L'hôpital ophtalmologique Jules-Gonin subit pour la troisième fois des transformations majeures au début du XXIe siècle : l’ancien bâtiment de l'avenue de France est rénové entre 2002 et le 29 juin 2006. Depuis, il abrite la direction médicale, l’École d’orthoptique, le service hospitalier, la policlinique générale (qui réalise annuellement plus de 28 000 consultations), la strabologie, l’oncologie de l’adulte et l'unité des urgences (qui dispose de boxes d’examens et de petites salles d’intervention). De plus, un nouveau bâtiment est construit, à côté du premier, donnant sur l'avenue d'Echallens. On y trouve, depuis 2005, les unités spécialisées : affections du segment antérieur (atteinte de la cornée, du cristallin, cataracte, glaucome), immuno-infectiologie, oculoplastique, neuro-ophtalmologie, affections médicales et chirurgicales de la rétine, oncologie pédiatrique, ophtalmo-pédiatrie et oculogénétique. Le Centre de chirurgie cornéenne et réfractive est également situé dans le nouveau bâtiment, tout comme le bloc opératoire.
Depuis septembre 2013, l'Hôpital ophtalmique Jules-Gonin est dirigé par la Prof. Francine Behar-Cohen.
Elle a depuis été remplacée par le Prof. Thomas J. Wolfensberger nommé chef du service d'ophtalmologie de la faculté de biologie et de médecine de l'Université de Lausanne en 2019.